# Stethorrhagus limbatus
Stethorrhagus limbatus là một loài nhện trong họ Corinnidae.
Loài này thuộc chi Stethorrhagus. Stethorrhagus limbatus được Eugène Simon miêu tả năm 1896.